# مائير ماكس بينيث

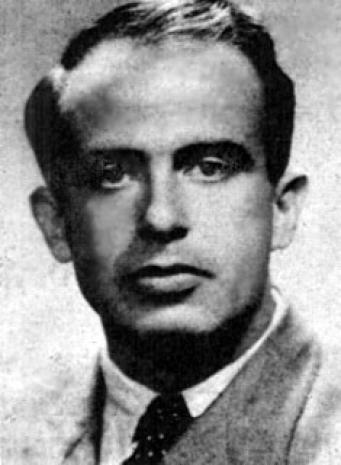
مائير ماكس بينيث

مائير ماكس بينيث ( ماكس بينيت ؛ 27 يونيو 1917 - 21 ديسمبر 1954) كان ضابط برتبة مقدم في المخابرات الإسرائيلية . 

## سيرته الذاتية
ولد بينيث في زومباثيلي ، المجر ، وهو حفيد الباحث جاكوب أوبرماير . نشأ وترعرع في كولونيا ، ألمانيا من عام 1919 حتى عام 1935، عندما غادر هو ووالديه ألمانيا النازية وهاجروا إلى فلسطين أثناء فترة الانتداب البريطاني على فلسطين.
وكان آخر واجب ومهمة بينيث هو العمل كجاسوس للمخابرات الإسرائيلية (المقاتل السري) في مصر ، من عام 1952 حتى نهاية عام 1954. تم إرساله إلى هناك متخفيًا باعتباره رجل أعمال ألماني، يمثل العديد من الشركات الألمانية، وفي المقام الأول "فون لاوفينبيرج"، وهي شركة تصنيع معدات للمعاقين. كان أول عميل استخبارات إسرائيلي يتم إرساله إلى دولة معادية بهوية ألمانية، ومن المحتمل أنه تم اختياره جزئيًا بسبب سنواته الأولى في ألمانيا.
كانت مهمة بينيث في مصر هي جمع معلومات للمخابرات الإسرائيلية حول قوة الجيش المصري، وقوة الصناعة العسكرية، والاستراتيجية المصرية والنوايا تجاه إسرائيل، وأنشطة الهيئات الهامة المناهضة لإسرائيل، والدعاية، وما إلى ذلك.
انفتحت أمامه أبواب كثيرة على أعلى المستويات العسكرية في مصر؛ وتعرف على الفريق أول محمد نجيب ، رئيس مصر آنذاك. كما قام ببناء علاقات مع أفراد الجيش والمخابرات الألمانية وكبار "المستشارين" النازيين السابقين الذين وجدوا ملجأ لهم في مصر بعد الحرب العالمية الثانية . وكان بعضهم من العلماء الذين كانوا يساعدون مصر في تطوير صواريخ يمكن أن تهدد إسرائيل.
وأثناء عمله في مصر، تم ترشيح بينيث مهندسًا استشاريًا في "الشركة الأنجلو إيجيبشن موتورز" (الفرع الألماني لشركة فورد موتور في مصر)، واقترح العديد من المشروعات للمساعدة في تحسين اقتصاد مصر، معتقدًا أن العامل الحاسم في توليد الحروب بين الأمم والمجتمعات هي عدم وجود التوازن الاقتصادي والاجتماعي؛ من بين الأشياء الأخرى التي كتبها في زنزانته للدفاع عن نفسه كان السطر "أعتقد أن السبب الرئيسي للحروب هو الخوف القديم الموجود بين الإنسان والمجتمعات من أنه قد لا يكون هناك ما يكفي من الخبز للجميع".
كان غطاء بينيث وسلوكه مناسبين كغطاء للعملية: كان يحمل الجنسية الألمانية، ونشأ مع الثقافة والأدب والموسيقى الألمانية، وكانت الألمانية لغته الأم. خلال الأشهر السبعة الأخيرة من مهمته السرية في مصر، انضمت إليه زوجته جين ( جنوب أفريقيا الأصل) وابنته.
تم القبض على بينيث واعتقاله بعد فشل عملية العلم الكاذب سوزانا ، وهي الحادثة التي عرفت فيما بعد باسم فضيحة لافون . وكان بينيث قد تلقى أوامر من ضابط كبير في إسرائيل بتسليم أموال لتلبية احتياجات المجموعات، وقد التقى بمارسيل نينيو عدة مرات. وكان نينيو آخر من تم القبض عليه. وتحت التعذيب، قدمت وصفًا لسيارة بينيث، مما أدى إلى القبض عليه.
وبعد خمسة أشهر من الاستجواب والتعذيب، وفي اليوم السابق لمحاكمته، انتحر بينيث في زنزانته بالسجن (كانت زوجته وطفله في أوروبا). لقد أدرك أنه لا يوجد مخرج له وأراد تجنب الشنق العلني، وهو المصير الذي ينتظره بعد الإدانة. 
وأعيد دفن جثمانه في مقبرة جبل هرتزل العسكرية في القدس عام 1959م. 

## أنظر أيضا
- قضية لافون
- موشيه مرزوق
- عزام عزام
- عودة ترابين
- قضية إيلان جرابيل
- قضية نعمة يساكر